# Megachile alleynae
Megachile alleynae är en biart som beskrevs av Rayment 1935. Megachile alleynae ingår i släktet tapetserarbin, och familjen buksamlarbin. Inga underarter finns listade i Catalogue of Life.